# Чэнъюй

Слово чэнъюй на китайском языке

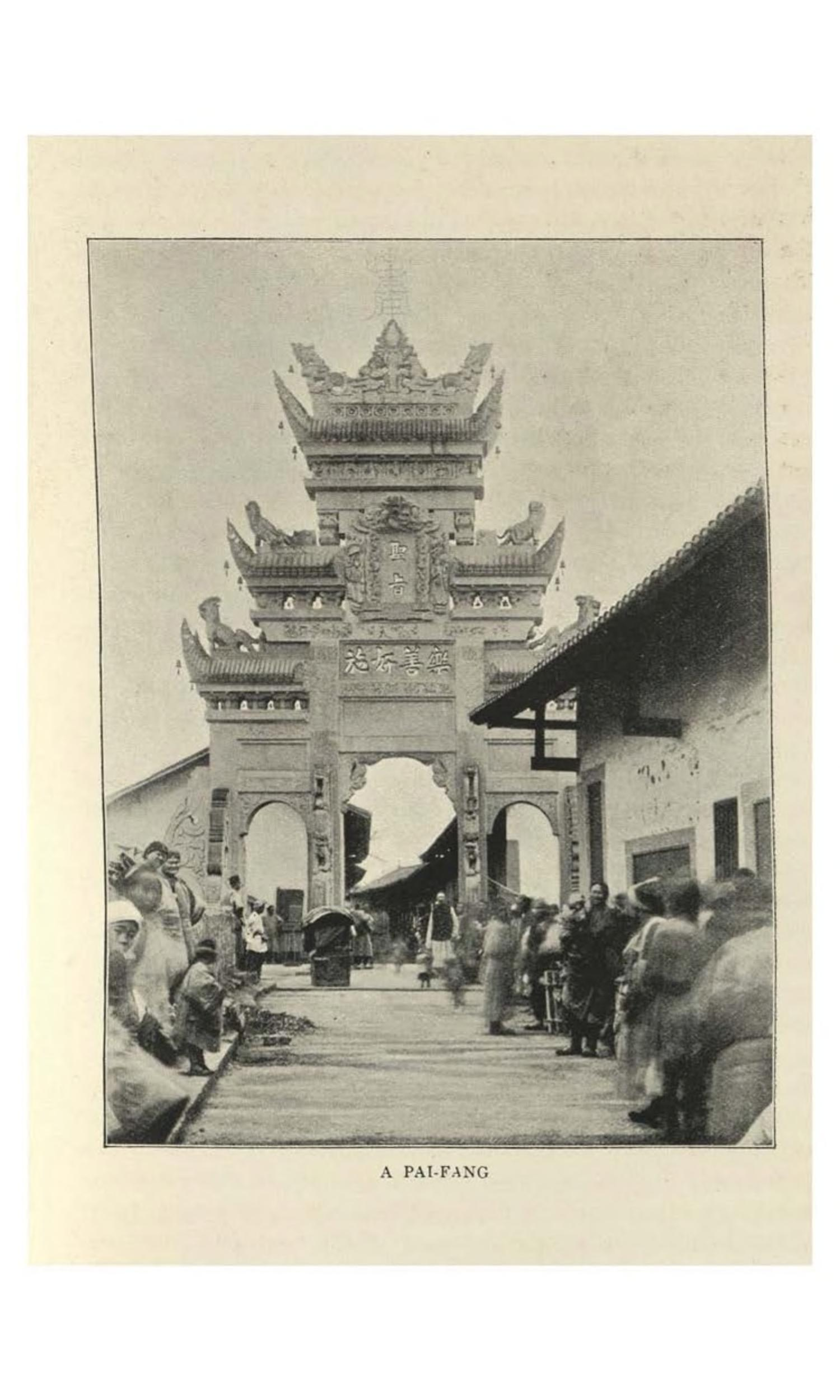
Пайфан в провинции Сычуань с чэнъюем
«любите делать добрые дела» по центру фото, раннее использование которого отмечено в «Исторических записках» Сыма Цяня. Изображение из книги Изабеллы Бёрд 1899 года издания

Чэнъюй (кит. трад. 成語, упр. 成语, пиньинь chéngyǔ, буквально: «готовое выражение») в китайском языке — устойчивый оборот, чаще всего состоящий из четырёх иероглифов.
Китайские фразеологизмы, в том числе чэнъюи, имеют огромное значение: и в устной, и в письменной речи китайцы постоянно прибегают к освящённым временем оборотам, которые придают убедительность речи. В древности философы пословицами выражали тончайшие оттенки чувств. Знание наиболее популярных чэнъюев является необходимым признаком образованного китайца. В Китае издаются специальные словари чэнъюев, в которых объясняется их смысл, и приводятся первоисточники. Множество чэнъюев также приведено в известном словаре китайского языка «Сяньдай ханьюй цыдянь» (кит. 现代汉语词典) с объяснением и в некоторых случаях с указанием первоисточника.
Большинство чэнъюев составляют выражения из классических китайских произведений на вэньяне — письменном классическом китайском языке. Для понимания таких чэнъюев необходим их перевод на современный китайский язык и дополнительные смысловые комментарии. Таким образом, чэнъюи близки к русским фразеологизмам, которые у нас принято называть «крылатыми выражениями» (фразеологизмы из исторических и литературных источников). Например, в выражении 卧薪尝胆 (wò xīn cháng dǎn) иероглифы имеют значения: «лежать / хворост / пробовать на вкус / желчный пузырь, желчь». Его история восходит ко времени царства Юэ, когда правил Гоуцзянь (勾践, Gōu Jiàn). Проиграв в войне, он специально лежал на неудобном хворосте и лизал горькую желчь, чтобы не забыть горечь поражения. В Китае эта история очень популярна и приводится в учебниках и художественных произведениях.
Значительная часть всех китайских фразеологизмов вошла в китайский язык из четырёх классических романов, т. н. «Четырёх великих творений» (四大名著 sì dà míng zhù). Это романы «Троецарствие» (XI) (三国演义 Sān guó yǎn yì), автор — Ло Гуаньчжун (罗贯中, прибл. 1330—1400 гг.), «Речные заводи» (ок. XV в.; 水浒传 shui hu zhuan), автор — Ши Найань (施耐庵), «Путешествие на Запад» (XVI в.; 西游记 Xī yóu jì), автор — У Чэнъэнь (吴承恩, 1500—1582 гг.), «Сон в красном тереме» (XVIII в.), автор — Цао Чжань (曹霑). Очень обильным их источником является также «Лунь юй».

## Примеры распространенных чэнъюев
Выражение «Тянуть ростки, помогая им расти» (кит. упр. 拔苗助长, пиньинь bá miáo zhù zhǎng, палл. ба мяо чжу чжан) впервые встречается в «Мэнцзы» (《孟子•公孙丑上》) в диалоге между древнекитайским мудрецом Мэн-цзы и его учеником Гунсунь Чоу. В рассуждениях о справедливости учитель рассказывает историю. В княжестве Сун один человек непрестанно печалился, что всходы на его поле растут слишком медленно. Однажды он решил им помочь и начал тянуть ростки из земли. Уставший, но довольный он вернулся домой и рассказал домашним о своём способе ускорить рост растений. Его сын, услышав об этом, побежал в поле и увидел завядшие ростки. Далее Мэн-цзы говорит:49:

В Поднебесной мало таких, которые не помогали бы всходам расти, но пользы всходам не только не приносят, а губят их, как те, кто не пропалывает их, полагая, что в этом нет пользы, и оставляет их на произвол судьбы, так и те, кто подтягивает руками ростки из земли, якобы помогая этим их росту.

Выражение «Отбежав на 50 шагов, насмехаться над отбежавшими 100 шагов» (кит. упр. 五十步笑百步, пиньинь wǔ shí bù xiào bǎi bù, палл. у ши бу сяо бай бу) впервые встречается в «Мэнцзы» (孟子‧梁惠王上) в диалоге между древнекитайским мудрецом Мэн-цзы и лянским ваном Хуэем, который пожаловался учителю на то, что, несмотря на всю его заботу о подданных, численность населения соседнего царства больше, хотя его правитель ничего не делает на благо народа. Мэн-цзы в ответ привёл ему притчу о воинах, которые, бросив оружие и убежав с поля битвы на 50 шагов, стали насмехаться над теми, кто убежал на 100 шагов. Далее Мэн-цзы сказал:17:

Не нарушайте сроков полевых работ, и хлеба у вас будет не под силу съесть. Не закидывайте густых сетей в пруды и водоёмы, тогда рыб и черепах тоже не под силу будет съесть. Ходите в лес с топорами и секирами в надлежащее время, и древесины у вас будет не под силу извести. Когда будет не в силах съесть хлеба и черепах, когда будет не под силу извести древесину, тогда это и позволит народу не сетовать, как прокормить народившихся и как похоронить умерших. Если не будет таких сетований, тогда и наступит начало настоящего вановского пути в управлении народом.

Выражение «Служить как собака и конь» (кит. трад. 犬馬之勞, упр. 犬马之劳, пиньинь quǎn mǎ zhī láo, палл. цюань ма чжи лао) по значению соответствует русскому выражению «служить верой и правдой». Этот чэнъюй достаточно древний и к началу XXI века продолжал использоваться в китайском языке. Его раннее упоминание отмечено в произведении «Вайши» Хуан Сяня, относящемся к периоду династии Хань. Чэнъюй «служить как собака и конь» многократно используется в романе «Троецарствие», являющемся одним из четырёх китайских классических романов. Например, он встречается в диалоге Лю Бэя и Чжугэ Ляна:

— О учитель! — слезы потекли по щекам Лю Бэя. — Что же станет с народом,
если вы не поможете мне?!

— Хорошо! — согласился, наконец, Чжугэ Лян, тронутый неподдельным горем своего собеседника. — Если вы меня не отвергаете, я буду служить вам верно, как служат человеку собака и конь…
Оригинальный текст (кит.)玄德泣曰：「先生不出，如蒼生何？」言畢，淚沾袍袖，衣襟盡濕。孔明見其意甚誠，乃曰：「將軍既不相棄，願效犬馬之勞。」